# ویتس ریور
ویتس ریور (به انگلیسی: Waits River) رودخانهای است که در ایالات متحده آمریکا جریان دارد.